# Liber Studiorum
Liber studiorum (en español: Libro de estudios) es el nombre de una colección de grabados del pintor William Turner, que fueron creados entre 1807 y 1819. Se planearon cien láminas, pero el artista sólo ejecutó 71.  : p. iv  Según Werner Busch, Turner sólo publicó 70 láminas.  Turner es considerado un paisajista incomparable y, gracias a su fuerte colorido, un gran maestro de la pintura con acuarela. Liber studiorum está considerada la obra de arte más destacada de su época y se convirtió en una obra de referencia para las generaciones posteriores.  El grabado y la impresión fueron realizados a lo largo de los años por el grabador a media tinta Charles Turner, que no estaba relacionado con William, así como por W. Annis, George Clint ((1770–1854), Henry Dawe (1790–1848), Robert Dunkarton, J. C. Easling (1788-1815), Thomas Hodgetts (1780-1846), F. C. Lewis (1779-1856), Thomas Lupton (1791-1873), Samuel William Reynolds (1773-1835) y William Say (1768-1834).
Según los expertos en arte actual, estos grabados atestiguan la transición al impresionismo, que los artistas involucrados en esta obra, todavía sujetos al estilo del romanticismo inglés, promovieron a través de su búsqueda. Este estilo de expresión, que tiende a la abstracción, parece a veces experimental.  Hasta el día de hoy, las obras se consideran técnicamente inigualables por su intensidad. 

## Origen
El pintor William Turner tenía 33 años cuando inició esta obra. Trabajó en estas 71 láminas durante 12 años. Está demostrado que fue un sucesor directo de la colección de obras Liber Veritatis de Claude Lorrain y que ya había estado disponible durante 30 años al comienzo de la obra con el mismo editor. Inmediatamente antes, la obra había sido publicada por tercera vez por Richard Earlom. En el Diccionario de Pilkington, publicado unos años antes por Matthew Pilkington (1701-1774), se decía que los cuadros de Claude "no tenían precio, por muy grandes que fueran, se pensaba que eran superiores a su mérito, se considerarían superiores a su valor". ).  : p. i–ii 

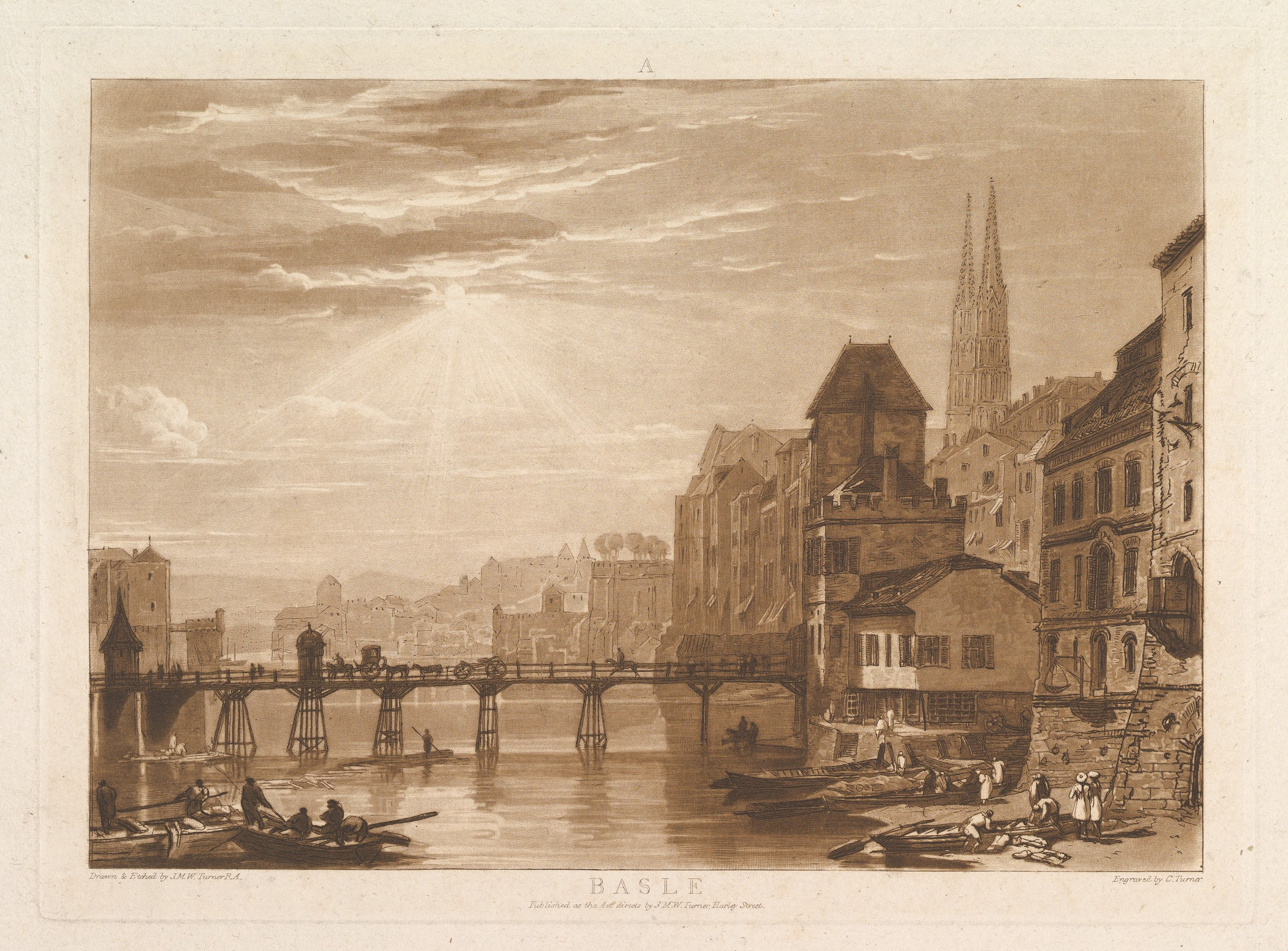
Basilea. Liber Studiorum, parte I, hoja 5, Museo Metropolitano de Arte MET 28.97.5

Teniendo en cuenta que Turner, debido a su pensamiento previsor, dejó constancia en su testamento qué instituciones culturales podrían gestionar su legado y que sus cuadros también deberían colgarse junto a los de Lorrain, se puede suponer que consideraba a Lorrain como su modelo a seguir. En el pensamiento de Turner, el Liber studiorum estaba en completa competencia con el Liber veritas. Sin embargo, esta forma de pensar no es justa, porque los requisitos previos de ambas obras eran fundamentalmente diferentes. Liber veritas nunca estuvo destinado al público, sino que Claude lo reunió más tarde como una colección y no se hizo público hasta 100 años después de su muerte, mientras que Turner tenía la intención de crear una colección desde el principio. Además, al seleccionar objetos y temas, se aseguró de presentar toda la gama de su creatividad. Casi todas las impresiones de Turner son obra de sus propias manos o las dejó bajo la estricta supervisión de los mejores grabadores de su tiempo. Se los considera, con razón, “parte de su obra más fuerte y sobria, aunque no la más imaginativa”.  : p. ii–iii  Por lo tanto, el nombre que él mismo ha elegido para esta obra, Studiorum, puede considerarse un eufemismo británico.
Los colores varían significativamente de una imagen a otra. Suelen parecer neutros debido a su tono marrón natural, fresco y agradable. Algunos contienen mucho ácido, lo que hace que las imágenes sean muy oscuras, otros aparecen de color rojizo a fuchsia debido a la adición de demasiado color ámbar. Rawlinson sospecha que hay una intención detrás de esto, ya que esto da a algunas imágenes el efecto de una crominancia real. Su instrucción se demuestra en un caso: “Este es el color que quiero - pero hay que tener en cuenta que la misma tinta no produce el mismo efecto en todas las planchas - por lo tanto se deben utilizar dos o más colores para que todas las impresiones tengan el mismo tono. Si la impresora está bien configurada, hágamelo saber. Las tres impresiones que envié son más del color Bister que el tuyo, y un color Bister fino y rico es el tono que quiero."  : p. v–vi 

## Géneros
| Género           | Abr.  | N. Rawlinson | según Tate |
| ---------------- | ----- | ------------ | ---------- |
| Arquitectura     | A     | 11           | 11         |
| Paisaje heroico  | h     | 8            | 8          |
| Mundo de montaña | METRO | 12           | 14         |
| Marina           | Mamá  | 11           | 9          |
| Pastoral         | PAG   | 14           | 14         |
| Pastoral sublime | EP    | 14           | 14         |
| suma             | suma  | 70           | 70         |

Desde el principio se pretendió publicar los paneles en grandes cantidades, ya que apelaban a los gustos naturalistas de muchos amantes del arte de la época. Según Rawlinson, los temas se dividieron en pintura marina (11 obras, Ma ), montañas (12, M ), pastoral (14, P ), pastoral sublime (14, EP ), paisaje heroico (8, H ) e imágenes arquitectónicas. (11, A ).  William George Rawlinson cuenta los 70 paneles sin el frontispicio -que no pueden asignarse y no tendrían sentido- de una manera ligeramente diferente a la Tate Gallery. Las hojas estaban marcadas en la parte superior con sus respectivas iniciales. Sin embargo, esto sucedió de manera bastante inconsistente cuando usó la letra M tanto para el género de pintura marina como para el de montaña. De hecho, el número de paneles categorizados por la Tate varía algo según la tabla.  Para las láminas con paisajes épicos, Turner “obviamente estaba pensando en los paisajes pastorales ennoblecidos mitológica o bíblicamente de Claude Lorrain”. 
Las imágenes siguen la tradición del humanismo renacentista, que influyó y dio forma a toda Europa desde el centro de Italia al comienzo de la era moderna. Su objetivo era obtener acceso directo a la enseñanza humanística en su forma original y no adulterada.  Al igual que en la época de Petrarca, cuando los descubrimientos arqueológicos romanos y griegos estimularon el estudio del pensamiento antiguo, el estilo "original" del Nuevo Egipto, percibido como "próximo a la naturaleza", estaba de moda en la época en que se creó el Liber Studiorum. que encontró su manifestación a través del desciframiento de los jeroglíficos.

## Procedencia
Turner legó a la nación 51 de sus grabados, que inicialmente se exhibieron en South Kensington y luego se trasladaron a la Galería Nacional. Rawlinson lamentó el mal estado de estas hojas, que también fueron tomadas prestadas y copiadas por los estudiantes con fines didácticos. Las impresiones fueron subastadas. Algunos de ellas alcanzaron precios de hasta 125.000 francos. 
Las planchas de impresión originales se encontraron a principios del siglo XX. En el siglo XIX hubo otro uso: el artista británico Sir Frank Short (1857-1945) logró realizar reimpresiones, algunas de copias publicadas y otras de impresiones inéditas, que, sin embargo, no se acercaban al nivel de detalle de los originales. 
Las impresiones se pueden encontrar ahora en varios museos. Un museo, el Turner Center for the Arts en Sarasota, está enteramente dedicado a estas obras, y otras instituciones importantes incluyen la Tate Gallery, el Museo Metropolitano de Arte y el Instituto de Arte de Chicago.

## Grabados
| Plancha                                  | Imagen                          | Nombre                                                    | Género | Tamaño (lámina) [mm] | Größe (papel) [mm] | Aguafuerte de              | Grabado de                | Empleo posterior | Inventario Tate        | Legado              | Comentario |
| ---------------------------------------- | ------------------------------- | --------------------------------------------------------- | ------ | -------------------- | ------------------ | -------------------------- | ------------------------- | ---------------- | ---------------------- | ------------------- | --- |
| 1                                        | {{Bildgröße\|SG\|210\|150}}     | Frontispiece                                              |        | 299 x 384            | 186 × 260          | Turner / J.C. Easling      | Turner / J.C. Easling     |                  | D08150                 | Henry Vaughan, 1900 | |
| Parte 1 20 de enero de1807               |                                 |                                                           |        |                      |                    |                            |                           |                  |                        |                     | |
| 2                                        | {{Bildgröße\|SG\|3400\|2476}}   | Bridge and Cows                                           | P      |                      | 185 × 258          | Turner                     | Charles Turner            |                  | D08102                 | Turner, 1854        | |
| 3                                        | {{Bildgröße\|SG\|3745\|2591}}   | Woman and Tambourine                                      | EP     |                      | 186 × 257          | Turner                     | Charles Turner            |                  | D08103                 | Turner, 1855        | |
| 4                                        | {{Bildgröße\|SG\|2584\|1898}}   | Scene on the French Coast                                 | Ma     | 331 x 420            | 180 × 254          | Turner / Charles Turner    | Turner / Charles Turner   |                  | D08104, D08105         | Turner, 1856        | |
| 5                                        | {{Bildgröße\|SG\|2771\|2047}}   | Basle                                                     | A      |                      | 185 × 264          | Turner / Charles Turner    | Turner / Charles Turner   |                  | D08110                 | Turner, 1856        | |
| 6                                        | {{Bildgröße\|SG\|3717\|2604}}   | Jason                                                     | H      |                      | 185 × 255          | Turner / Charles Turner    | Turner / Charles Turner   |                  | D08106                 | Turner, 1856        | |
| Parte 2 20 de febrero de1808             |                                 |                                                           |        |                      |                    |                            |                           |                  |                        |                     | |
| 7                                        | {{Bildgröße\|SG\|2507\|1806}}   | The Straw Yard                                            | P      |                      | 183 × 260          | Turner / Charles Turner    | Turner / Charles Turner   |                  | D08111                 | Turner, 1856        | |
| 8                                        | {{Bildgröße\|SG\|3061\|2207}}   | The Castle above the Meadows                              | EP     |                      | 184 × 262          | Turner / Charles Turner    | Turner / Charles Turner   |                  | D08112                 | Turner, 1856        | |
| 9                                        | {{Bildgröße\|SG\|2620\|1922}}   | Mt. St. Gothard                                           | M      |                      | 184 × 260          | Turner / Charles Turner    | Turner / Charles Turner   |                  | D08113                 | Turner, 1856        | |
| 10                                       | {{Bildgröße\|SG\|2753\|2007}}   | Ships in a Breeze                                         | Ma     |                      | 184 × 262          | Turner / Charles Turner    | Turner / Charles Turner   |                  | D08114                 | Turner, 1856        | |
| 11                                       | {{Bildgröße\|SG\|2636\|1927}}   | Holy Island Cathedral                                     | A      |                      | 185 × 265          | Turner / Charles Turner    | Turner / Charles Turner   |                  | D08115                 | Turner, 1856        | |
| Parte 3 10 de junio de1808               |                                 |                                                           |        |                      |                    |                            |                           |                  |                        |                     | |
| 12                                       | {{Bildgröße\|SG\|2672\|1972}}   | Pembury Mill, Kent                                        | P      |                      | 183 × 254          | Turner / Charles Turner    | Turner / Charles Turner   |                  | D08116                 | Turner, 1856        | |
| 13                                       | {{Bildgröße\|SG\|2606\|1882}}   | The Bridge in the Middle Distance                         | EP     |                      | 185 × 258          | Turner / Charles Turner    | Turner / Charles Turner   |                  | D08117                 | Turner, 1856        | |
| 14                                       | {{Bildgröße\|SG\|2557\|1837}}   | Duntanborough Castle                                      | A      |                      | 188 × 270          | Turner / Charles Turner    | Turner / Charles Turner   |                  | D08118                 | Turner, 1856        | Duntanborough [sic] Castle |
| 15                                       | {{Bildgröße\|SG\|2491\|1837}}   | Lake of Thun, Swiss                                       | M      |                      | 185 × 264          | Turner / Charles Turner    | Turner / Charles Turner   |                  | D08119                 | Turner, 1856        | |
| 16                                       | {{Bildgröße\|SG\|2582\|1874}}   | The 5th Plague of Egypt                                   | H      |                      | 180 × 253          | Turner / Charles Turner    | Turner / Charles Turner   |                  | D08120                 | Henry Vaughan, 1900 | |
| Parte 4 29 de marzo de1809               |                                 |                                                           |        |                      |                    |                            |                           |                  |                        |                     | |
| 17                                       | {{Bildgröße\|SG\|2557\|1895}}   | The Farm-yard with the Cock                               | P      |                      | 184 × 260          | Turner / Charles Turner    | Turner / Charles Turner   |                  | D08121                 | Turner, 1856        | |
| 18                                       | {{Bildgröße\|SG\|2447\|1790}}   | Drawing of the Clyde                                      | EP     |                      | 185 × 260          | Turner / Charles Turner    | Turner / Charles Turner   |                  | D08122                 | Turner, 1856        | |
| 19                                       | {{Bildgröße\|SG\|2631\|1906}}   | Little Devils Bridge over the Russ above Altdorft Swiss   | M      |                      | 184 × 260          | Turner / Charles Turner    | Turner / Charles Turner   |                  | D08123                 | Turner, 1856        | |
| 20                                       | {{Bildgröße\|SG\|2542\|1835}}   | The Leader Sea Piece                                      | Ma     |                      | 183 × 260          | Turner / Charles Turner    | Turner / Charles Turner   |                  | D08125                 | Turner, 1856        | |
| 21                                       | {{Bildgröße\|SG\|2430\|1784}}   | Morpeth North                                             | A      |                      | 187 × 261          | Turner / Charles Turner    | Turner / Charles Turner   |                  | D08126                 | Turner, 1856        | |
| Parte 5 1 de enero de1811                |                                 |                                                           |        |                      |                    |                            |                           |                  |                        |                     | |
| 22                                       | {{Bildgröße\|SG\|2453\|1778}}   | Juvenile Tricks                                           | P      |                      | 185 × 264          | Turner / William Say       | Turner / William Say      |                  | D08127                 | Turner, 1856        | |
| 23                                       | {{Bildgröße\|SG\|2559\|1852}}   | The Temple of Minerva Medica                              | EP     |                      | 202 × 273          | Turner / Robert Dunkarton  | Turner / Robert Dunkarton |                  | D08128                 | Turner, 1856        | |
| 24                                       | {{Bildgröße\|SG\|2452\|1778}}   | Coast of Yorkshire. Near Whitby                           | Ma     |                      | 184 × 262          | Turner / William Say       | Turner / William Say      |                  | D08129                 | Turner, 1856        | |
| 25                                       | {{Bildgröße\|SG\|2719\|1973}}   | Hind Head Hill. On the Portsmouth Road                    | M      |                      | 182 × 259          | Turner / Robert Dunkarton  | Turner / Robert Dunkarton |                  | D08130                 | Turner, 1856        | |
| 26                                       | {{Bildgröße\|SG\|2447\|1807}}   | London, from Greenwich                                    | A      |                      | 181 × 262          | Turner / Charles Turner    | Turner / Charles Turner   |                  | D08131                 | Turner, 1856        | |
| Parte 6 1 de junio de1811                |                                 |                                                           |        |                      |                    |                            |                           |                  |                        |                     | |
| 27                                       | {{Bildgröße\|SG\|2570\|1878}}   | Windmill and Lock                                         | P      |                      |                    |                            |                           |                  | N02941                 | Turner, 1856        | |
| 28                                       | {{Bildgröße\|SG\|2570\|1867}}   | The Junction of the Severn and the Wye                    | EP     |                      | 182 × 260          | Turner                     | Turner                    |                  | D08132                 | Turner, 1856        | |
| 29                                       | {{Bildgröße\|SG\|2466\|1824}}   | Marine Dabblers                                           | Ma     |                      | 176 × 260          | Turner / William Say       | Turner / William Say      |                  | D08133                 | Turner, 1856        | |
| 30                                       | {{Bildgröße\|SG\|2477\|1802}}   | Near Blair Athol Scotland                                 | M      |                      | 185 × 262          | Turner / William Say       | Turner / William Say      |                  | D08134                 | Turner, 1856        | |
| 31                                       | {{Bildgröße\|SG\|2464\|1766}}   | Lauffenbourgh on the Rhine                                | A      |                      | 180 × 257          | Turner / Thomas Hodgetts   | Turner / Thomas Hodgetts  |                  | D08135                 | Turner, 1856        | |
| Parte 7 1 de junio de1811                |                                 |                                                           |        |                      |                    |                            |                           |                  |                        |                     | |
| 32                                       | {{Bildgröße\|SG\|2662\|1910}}   | Young Anglers                                             | P      |                      | 185 × 265          | Turner / Robert Dunkarton  | Turner / Robert Dunkarton |                  | D08136                 | Turner, 1856        | |
| 33                                       | {{Bildgröße\|SG\|3400\|2557}}   | St. Catherine’s Hill near Guildford                       | EP     |                      | 182 × 257          | Turner / J.C. Easling      | Turner / J.C. Easling     |                  | D08137                 | Turner, 1856        | |
| 34                                       | {{Bildgröße\|SG\|3400\|2467}}   | Martello Towers, near Bexhill, Sussex                     | Ma     |                      | 184 × 272          | Turner / William Say       | Turner / William Say      |                  | D08138                 | Turner, 1856        | |
| 35                                       | {{Bildgröße\|SG\|2441\|1844}}   | Inverary-Pier. Loch Fyne. Morning                         | M      |                      |                    |                            |                           |                  | –                      |                     | |
| 36                                       | {{Bildgröße\|SG\|2472\|1814}}   | From Spenser’s Fairy Queen                                | H      |                      | 182 × 256          | Turner / Thomas Hodgetts   | Turner / Thomas Hodgetts  |                  | D08139                 | Henry Vaughan, 1900 | |
| Parte 8 1 de febrero de1812              |                                 |                                                           |        |                      |                    |                            |                           |                  |                        |                     | |
| 37                                       | {{Bildgröße\|SG\|2410\|1749}}   | Water Mill                                                | P      |                      | 181 × 254          | Turner / Robert Dunkarton  | Turner / Robert Dunkarton |                  | D08140                 | Turner, 1856        | |
| 38                                       | {{Bildgröße\|SG\|2456\|1818}}   | Scene in the Campagna                                     | EP     |                      | 211 × 263          | Turner / William Say       | Turner / William Say      |                  | D08141                 | Turner, 1856        | |
| 39                                       | {{Bildgröße\|SG\|2580\|1949}}   | The Crypt of Kirkstall Abbey                              | A      |                      | 184 × 255          | Turner                     | Turner                    |                  | D08142                 | Turner, 1856        | |
| 40                                       | {{Bildgröße\|SG\|2500\|1828}}   | The Mildmay Sea Piece                                     | Ma     |                      |                    |                            |                           |                  | –                      |                     | |
| 41                                       | {{Bildgröße\|SG\|2533\|1942}}   | Procris and Cephalus                                      | H      |                      | 185 × 260          | Turner / George Clint      | Turner / George Clint     |                  | D08143                 | Turner, 1856        | |
| Parte 9 23 de abril de1812               |                                 |                                                           |        |                      |                    |                            |                           |                  |                        |                     | |
| 42                                       | {{Bildgröße\|SG\|2541\|1840}}   | Winchelsea, Sussex                                        | P      |                      | 182 × 254          | Turner / J.C. Easling      | Turner / J.C. Easling     |                  | D08144                 | Turner, 1856        | |
| 43                                       | {{Bildgröße\|SG\|2534\|1897}}   | Bridge and Goats                                          | EP     |                      | 184 × 258          | Turner / F.C. Lewis        | Turner / F.C. Lewis       |                  | D08145; D08146         | Turner, 1856        | |
| 44                                       | {{Bildgröße\|SG\|2640\|1909}}   | Calm                                                      | Ma     |                      | 180 × 250          | Turner / F.C. Lewis        | Turner / F.C. Lewis       |                  | D08147                 | Turner, 1856        | |
| 45                                       | {{Bildgröße\|SG\|2474\|1838}}   | Peat Bog, Scotland                                        | M      |                      | 190 × 268          | Turner / George Clint      | Turner / George Clint     |                  | D08148                 | Turner, 1856        | |
| 46                                       | {{Bildgröße\|SG\|2793\|2041}}   | Rispah                                                    | H      |                      | 181 × 253          | Turner / Robert Dunkarton  | Turner / Robert Dunkarton |                  | D08149                 | Henry Vaughan, 1900 | |
| Parte 10 23 de mayo de1812               |                                 |                                                           |        |                      |                    |                            |                           |                  |                        |                     | |
| 47                                       | {{Bildgröße\|SG\|2476\|1861}}   | Hedging and Ditching                                      | P      |                      | 184 × 258          | Turner / J.C. Easling      | Turner / J.C. Easling     |                  | D08151                 | Turner, 1856        | |
| 48                                       | {{Bildgröße\|SG\|2448\|1828}}   | River Wye                                                 | EP     |                      | 183 × 262          | Turner / W. Annis          | Turner / W. Annis         |                  | D08152                 | Turner, 1856        | |
| 49                                       | {{Bildgröße\|SG\|2973\|2189}}   | Chain of Alps from Grenoble to Chamberi                   | M      |                      | 190 × 268          | Turner / William Say       | Turner / William Say      |                  | D08153                 | Turner, 1856        | |
| 50                                       | {{Bildgröße\|SG\|2627\|2009}}   | Mer de Glace – Valley of Chamouni – Savoy                 | M      |                      |                    |                            |                           |                  | –                      |                     | |
| 51                                       | {{Bildgröße\|SG\|2565\|1898}}   | Rivaux Abbey, Yorkshire                                   | A      |                      | 185 × 262          | Turner / Henry Dawe        | Turner / Henry Dawe       |                  | D08154                 | Turner, 1856        | |
| Parte 11 1 de enero de1816               |                                 |                                                           |        |                      |                    |                            |                           |                  |                        |                     | |
| 52                                       | {{Bildgröße\|SG\|2708\|1981}}   | Solway Moss                                               | P      | 218 x 290            | 218 × 300          | Turner / William Say       | Turner / William Say      |                  | N02941                 | Turner, 1856        | von W.G. Rawlinson 1913 präsentiert |
| 53                                       | {{Bildgröße\|SG\|2421\|1774}}   | (ohne Titel) Solitude                                     | EP     |                      | 185 × 260          | Turner / William Say       | Turner / William Say      |                  | D08155                 | Turner, 1856        | |
| 54                                       | {{Bildgröße\|SG\|2558\|1851}}   | Mill, near the Grand Chartreuse; – Dauphiny               | M      |                      | 232 × 342          | * Henry Dawe               | * Henry Dawe              |                  | D08156                 | Henry Vaughan, 1900 | |
| 55                                       | {{Bildgröße\|SG\|2697\|1990}}   | Entrance of Calais Harbour                                | Ma     |                      |                    |                            |                           |                  | –                      |                     | |
| 56                                       | {{Bildgröße\|SG\|2520\|1819}}   | Dumblain Abbey, Scotland                                  | A      |                      | 184 × 260          | Turner / Thomas Lupton     | Turner / Thomas Lupton    |                  | D08157                 | Turner, 1856        | |
| Parte 12 1 de enero de1816               |                                 |                                                           |        |                      |                    |                            |                           |                  |                        |                     | |
| 57                                       | {{Bildgröße\|SG\|2525\|1857}}   | Norham Castle on The Tweed                                | P      |                      | 192 × 274          | Turner / Charles Turner    | Turner / Charles Turner   |                  | D08158                 | Turner, 1856        | |
| 58                                       | {{Bildgröße\|SG\|2552\|1934}}   | Berry Pomeroy Castle                                      | EP     |                      | 205 × 290          | Turner / * Henry Dawe      | Turner / * Henry Dawe     |                  | D08159                 | Henry Vaughan, 1900 | |
| 59                                       | {{Bildgröße\|SG\|2763\|2045}}   | Ville de Thun                                             | A      |                      | 182 × 264          | Turner / Thomas Hodgetts   | Turner / Thomas Hodgetts  |                  | D08160                 | Turner, 1856        | |
| 60                                       | {{Bildgröße\|SG\|2530\|1888}}   | The Source of the Arveron in the Valley of Chamouni Savoy | M      |                      | 221 × 314          | Turner / * Henry Dawe      | Turner / * Henry Dawe     |                  | D08161                 | Henry Vaughan, 1900 | |
| 61                                       | {{Bildgröße\|SG\|2543\|1825}}   | Tenth Plague of Egypt                                     | H      |                      | 188 × 257          | Turner / William Say       | Turner / William Say      |                  | D08162                 | Turner, 1856        | |
| Parte 13 enero 1819                      |                                 |                                                           |        |                      |                    |                            |                           |                  |                        |                     | |
| 62                                       | {{Bildgröße\|SG\|2541\|1914}}   | Water Cress Gatherers                                     | P      |                      |                    |                            |                           |                  | –                      |                     | |
| 63                                       | {{Bildgröße\|SG\|2473\|1791}}   | Isleworth                                                 | EP     |                      | 212 × 290          | Turner / Henry Dawe        | Turner / Henry Dawe       |                  | D08163                 | Henry Vaughan, 1900 | |
| 64                                       | {{Bildgröße\|SG\|2518\|1879}}   | Bonneville, Savoy                                         | M      |                      | 190 × 286          | Henry Dawe                 | Henry Dawe                |                  | D08164                 | Turner, 1856        | |
| 65                                       | {{Bildgröße\|SG\|2549\|1857}}   | Inverary Castle and Town, Scotland                        | M      |                      | 197 × 265          | Turner / Charles Turner    | Turner / Charles Turner   |                  | D08165                 | Turner, 1856        | |
| 66                                       | {{Bildgröße\|SG\|2645\|1992}}   | Æsacus and Hesperie                                       | H      |                      | 180 × 257          | Turner                     | Turner                    |                  | D08166                 | Turner, 1856        | |
| Parte 14 1 de enero de1819               |                                 |                                                           |        |                      |                    |                            |                           |                  |                        |                     | |
| 67                                       | {{Bildgröße\|SG\|2521\|1775}}   | East Gate Winchelsea Sussex                               | P      |                      | 182 × 254          | Turner / S.W. Reynolds     | Turner / S.W. Reynolds    |                  | D08167                 | Turner, 1856        | |
| 68                                       | {{Bildgröße\|SG\|2617\|1875}}   | Isis                                                      | EP     |                      | 209 × 302          | Turner / William Say       | Turner / William Say      |                  | D08168                 | Henry Vaughan, 1900 | |
| 69                                       | {{Bildgröße\|SG\|2755\|1997}}   | Ben Arthur, Scotland                                      | M      |                      |                    |                            |                           |                  | –                      |                     | |
| 70                                       | {{Bildgröße\|SG\|2672\|1934}}   | Interior of a Church                                      | A      |                      |                    |                            |                           |                  | –                      |                     | |
| 71                                       | {{Bildgröße\|SG\|2679\|1980}}   | Christ and the Woman of Samaria                           | H      |                      | 204 × 263          | Turner / Thomas Hodgetts   | Turner / Thomas Hodgetts  |                  | D08169                 | Turner, 1856        | |
| planchas de impresión inéditas de Turner |                                 |                                                           |        |                      |                    |                            |                           |                  |                        |                     | |
| 72                                       |                                 | Apullia in Search of Appullus                             | EP     |                      | 181 × 264          | Turner                     | William Say               | Frank Short      | T05059                 |                     | |
| 73                                       |                                 | Glaucus and Scylla 1810–15                                | H      |                      | 223 × 279          | Turner                     | William Say               | –                | D08170                 | Henry Vaughan, 1900 | |
| 74                                       |                                 | Windsor Castle from Salt Hill ca. 1818                    | P      |                      | 227 × 316          | Turner                     | Turner                    | Frank Short      | T05060                 | Henry Vaughan, 1900 | |
| 75                                       |                                 | Dumbarton                                                 | EP?    |                      | 200 × 277          | Turner                     | Thomas Lupton             | Frank Short      | T05061                 | Henry Vaughan, 1900 | |
| 76                                       |                                 | Crowhurst ca. 1816                                        | P      |                      | 200 × 277          | Turner                     | Henry Dawe                | Frank Short      | –                      | Henry Vaughan, 1900 | |
| 77                                       |                                 | The Temple of Jupiter in the Island of Aegina ca. 1816    | EP?    |                      | 197 × 294          | * Turner or Dawe           | Henry Dawe                | Frank Short      | T04873, T05062, T05063 | Henry Vaughan, 1900 | |
| 78                                       |                                 | Devil’s Bridge, Mt St Gothard 1806-07                     | M      |                      | 214 × 254          | *Turner                    | Henry Dawe                | Frank Short      | T05064                 |                     | |
| 79                                       | {{Bildgröße\|SG\|1.920\|1.394}} | Ploughing, Eton 1818-20                                   | P      | 208 x 288            | 176 × 260          | Turner                     | * Henry Dawe              | –                | –                      |                     | Erste, von Turner gestochene, verlorene Platte; zweite, von Thomas Lupton gestochene und gestochene Version, möglicherweise mit einigen Radierungen von Turner                                            |
| 80                                       |                                 | Pan and Syrinx                                            | H      |                      |                    | * Henry Dawe               | –                         | Frank Short      | T05065                 |                     | |
| 81                                       |                                 | Stonehenge                                                | P?     |                      |                    | * Turner, womöglich Lupton |                           | Frank Short      | –                      |                     | |
| 82                                       | {{Bildgröße\|SG\|5.676\|4.233}} | The Felucca ca. 1824                                      | Ma     |                      | 197 × 267          | –                          | * Henry Dawe              | Frank Short      | D08175                 | Turner, 1856        | |
| 83                                       | {{Bildgröße\|SG\|1.920\|1.491}} | The Stork and Aqueduct                                    | EP?    |                      |                    | Turner                     | * Henry Dawe              | Frank Short      | T05066                 |                     | |
| 84                                       |                                 | The Lost Sailor                                           | Ma?    |                      |                    | –                          | Turner                    | Frank Short      | T05067                 |                     | |
| 85                                       |                                 | Moonlight at Sea ca. 1818                                 | Ma?    |                      | 209 × 276          | –                          | * Turner                  | Frank Short      | A01154                 | Henry Vaughan, 1900 | Erste Platte: keine Radierung; der Stich wird Turner zugeschrieben, aber wahrscheinlich in Zusammenarbeit mit Henry Dawe: Tate A01153 (fotografisches Faksimile); zweite Platte: Radierung und Schabkunst |
| 86                                       | {{Bildgröße\|SG\|3.940\|3.012}} | Moonlight on the Medway ca. 1824                          | Ma?    |                      | 197 × 267          | –                          | * Henry Dawe              | Frank Short      | T05068                 | Turner, 1856        | |
| 87                                       | {{Bildgröße\|SG\|4.000\|3.106}} | Kingston Bank 1810-15                                     | P      |                      | 198 × 268          | –                          | Turner                    | Frank Short      | –                      | Henry Vaughan, 1900 | |
| 88                                       |                                 | The Deluge ca. 1815                                       | H      |                      | 204 × 284          | –                          | * Turner                  | Frank Short      | –                      | Henry Vaughan, 1900 | |
| 89                                       | {{Bildgröße\|SG\|1.920\|1.428}} | Flounder Fishing, Battersea (or Putney)                   | H      |                      |                    | –                          | * Turner                  | –                | N02782                 |                     | Kupferplatte in der Tate Gallery |
| 90                                       |                                 | Narcissus and Echo                                        | EP / H |                      |                    | Turner                     | –                         | Frank Short      | T05069                 |                     | |
| 91                                       |                                 | Sand Bank with Gipsies                                    | P?     |                      |                    | * Turner                   | * Turner                  | Frank Short      | –                      |                     | |
| * Nombre = atribuido                     |                                 |                                                           |        |                      |                    |                            |                           |                  |                        |                     | |

## Procedencia
Turner legó a la nación 51 de sus grabados, que inicialmente se exhibieron en South Kensington y luego se trasladaron a la Galería Nacional. Rawlinson lamentó el mal estado de estas hojas, que también fueron tomadas prestadas y copiadas por los estudiantes con fines didácticos. Las impresiones fueron subastadas. Algunos de ellos alcanzaron precios de hasta 125.000 francos. 
Las planchas de impresión originales se encontraron a principios del siglo XX. En el siglo XIX hubo otro uso: el artista británico Sir Frank Short (1857-1945) logró realizar reimpresiones, algunas de copias publicadas y otras de impresiones inéditas, que, sin embargo, no se acercaban al nivel de detalle de los originales.. 
Las impresiones se pueden encontrar ahora en varios museos. Un museo, el Centro Turner para las Artes en Sarasota, está enteramente dedicado a estas obras, y otras casas importantes incluyen la Tate Gallery, el Museo Metropolitano de Arte y el Instituto de Arte de Chicago.